# Alexandrița, Harghita
Alexandrița (maghiară Sándortelke) este un sat în comuna Feliceni din județul Harghita, Transilvania, România.

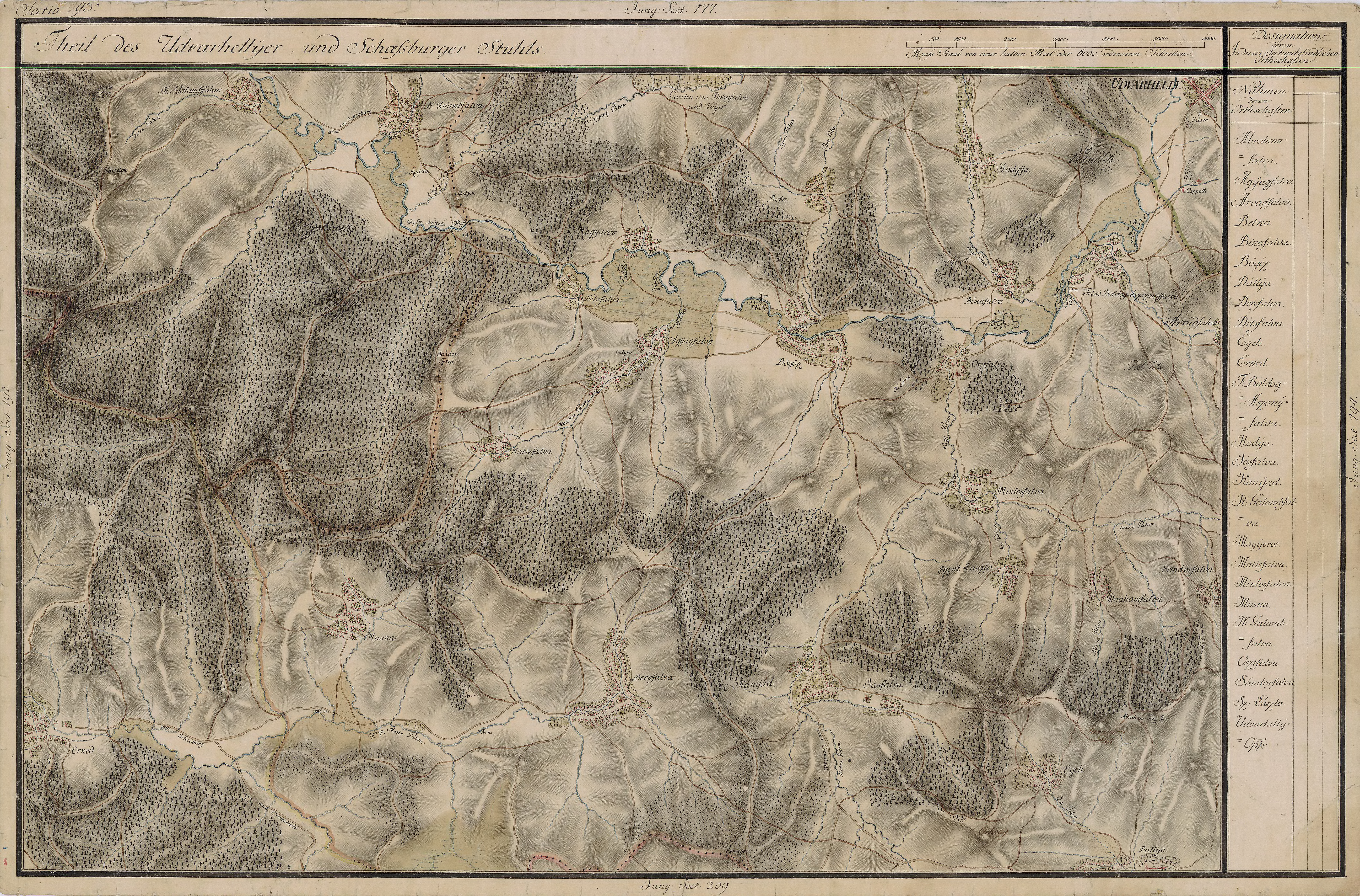
Alexandrița în Harta Iosefină a Transilvaniei, 1769-1773

## Imagini

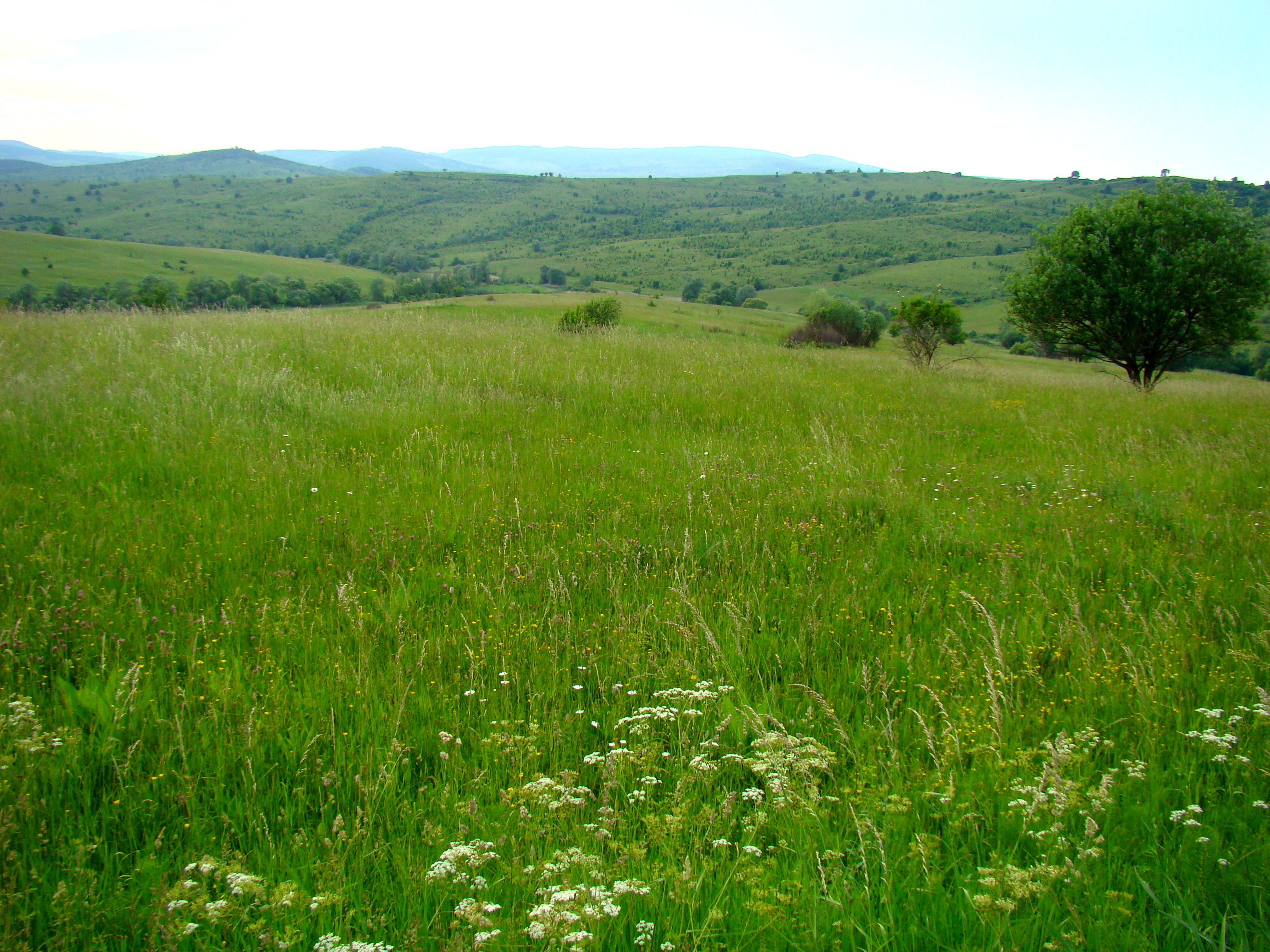
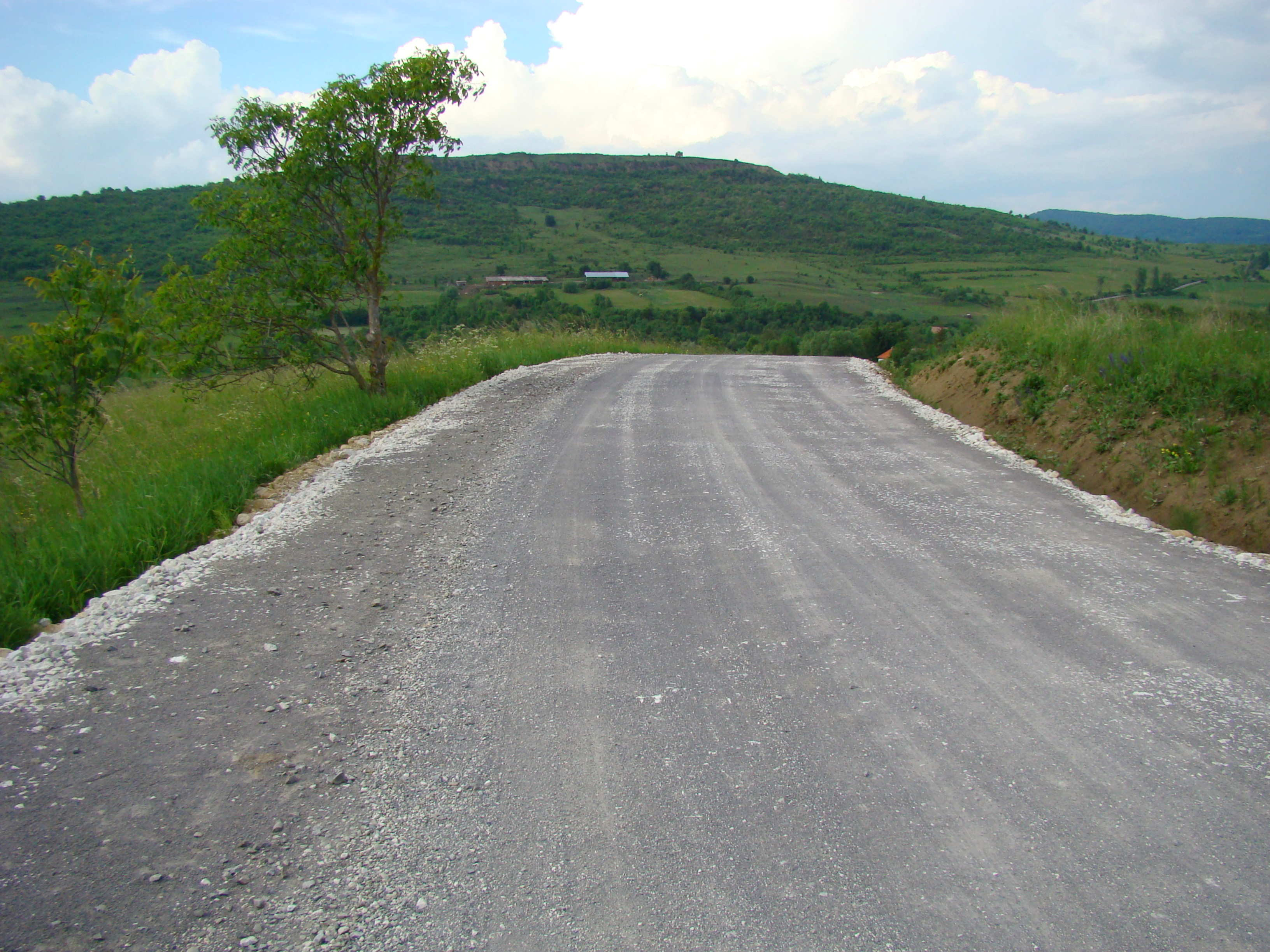
Drumul Teleac-Alexandrița
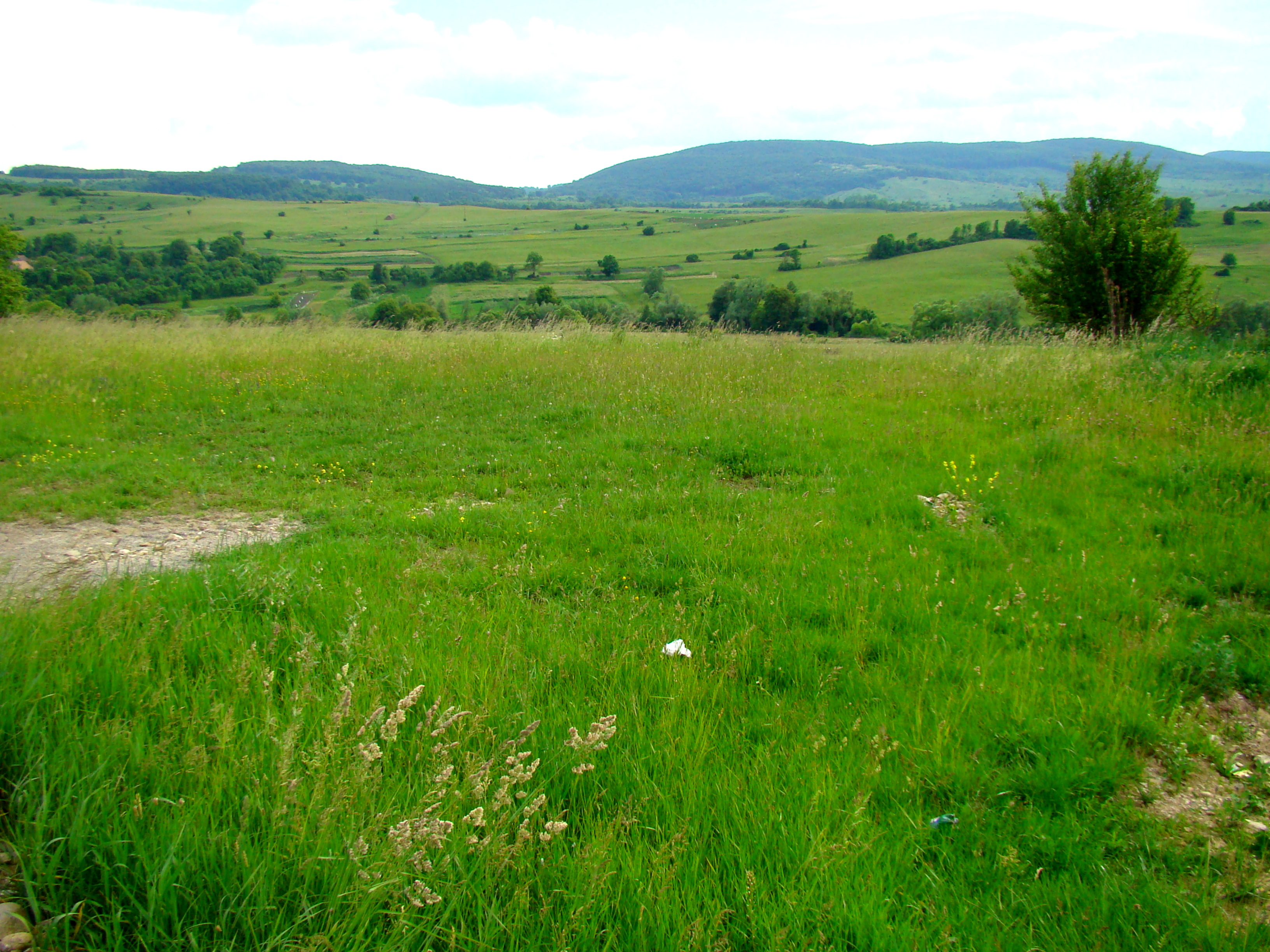
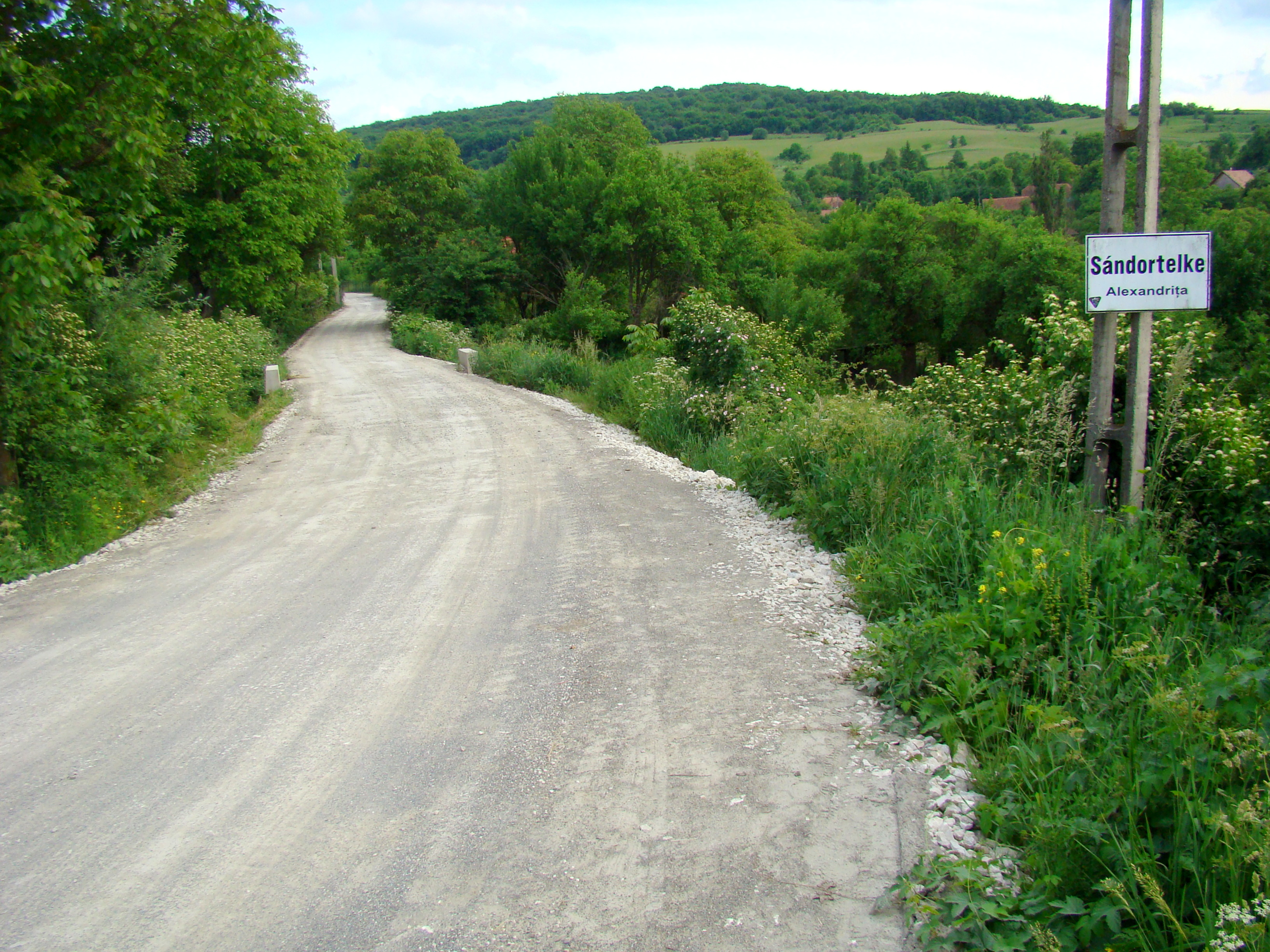
Intrarea în localitate
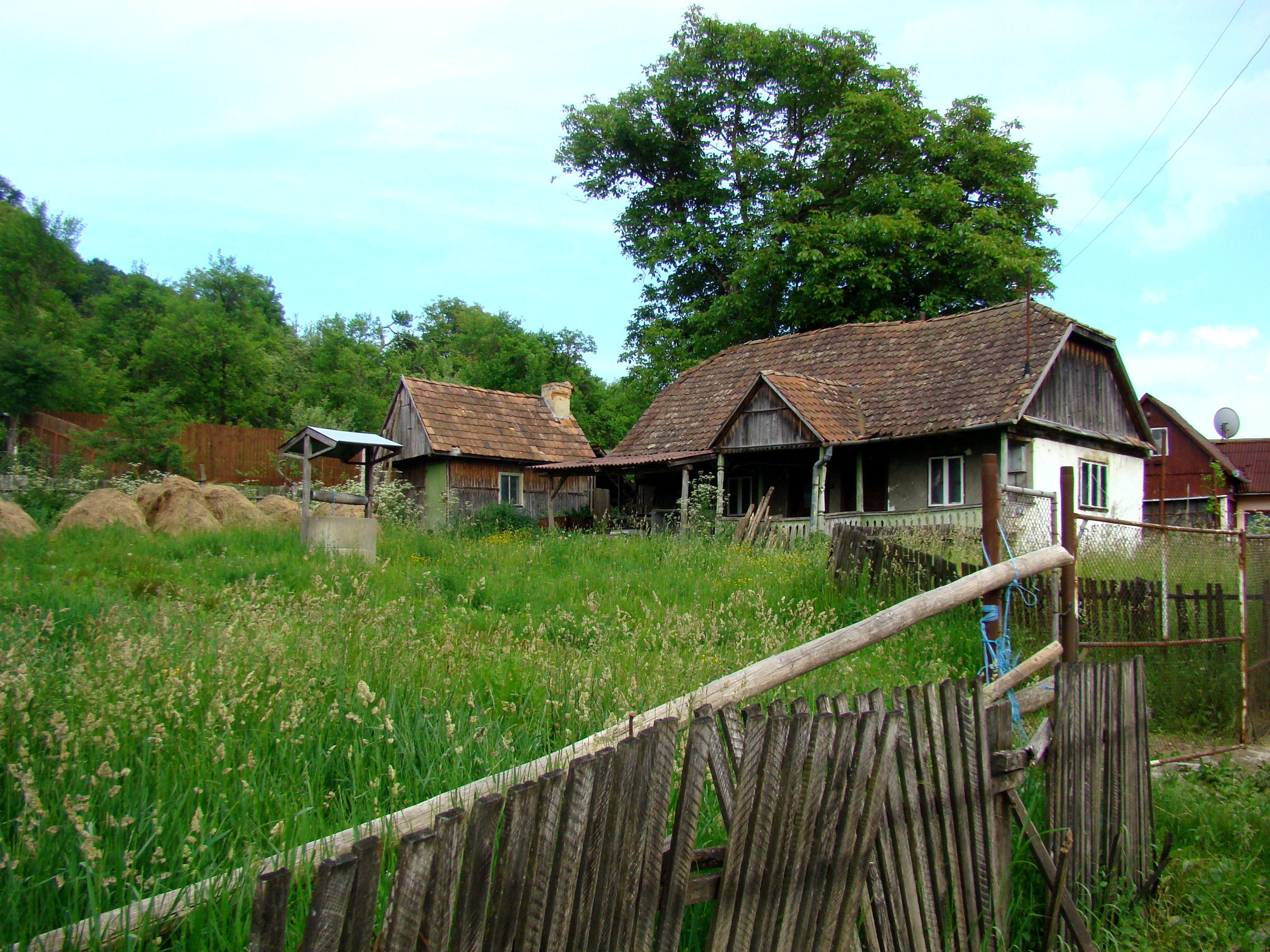
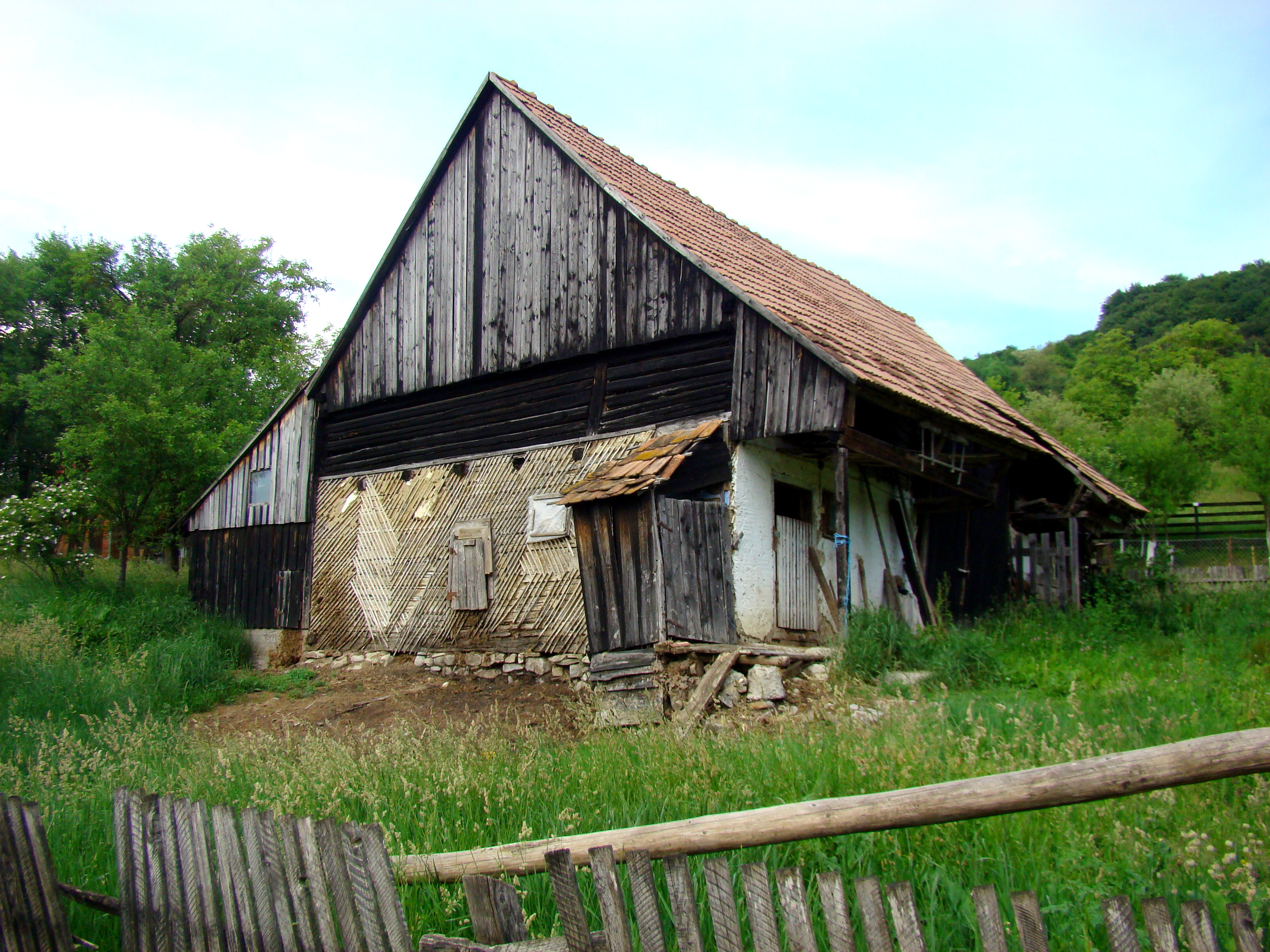
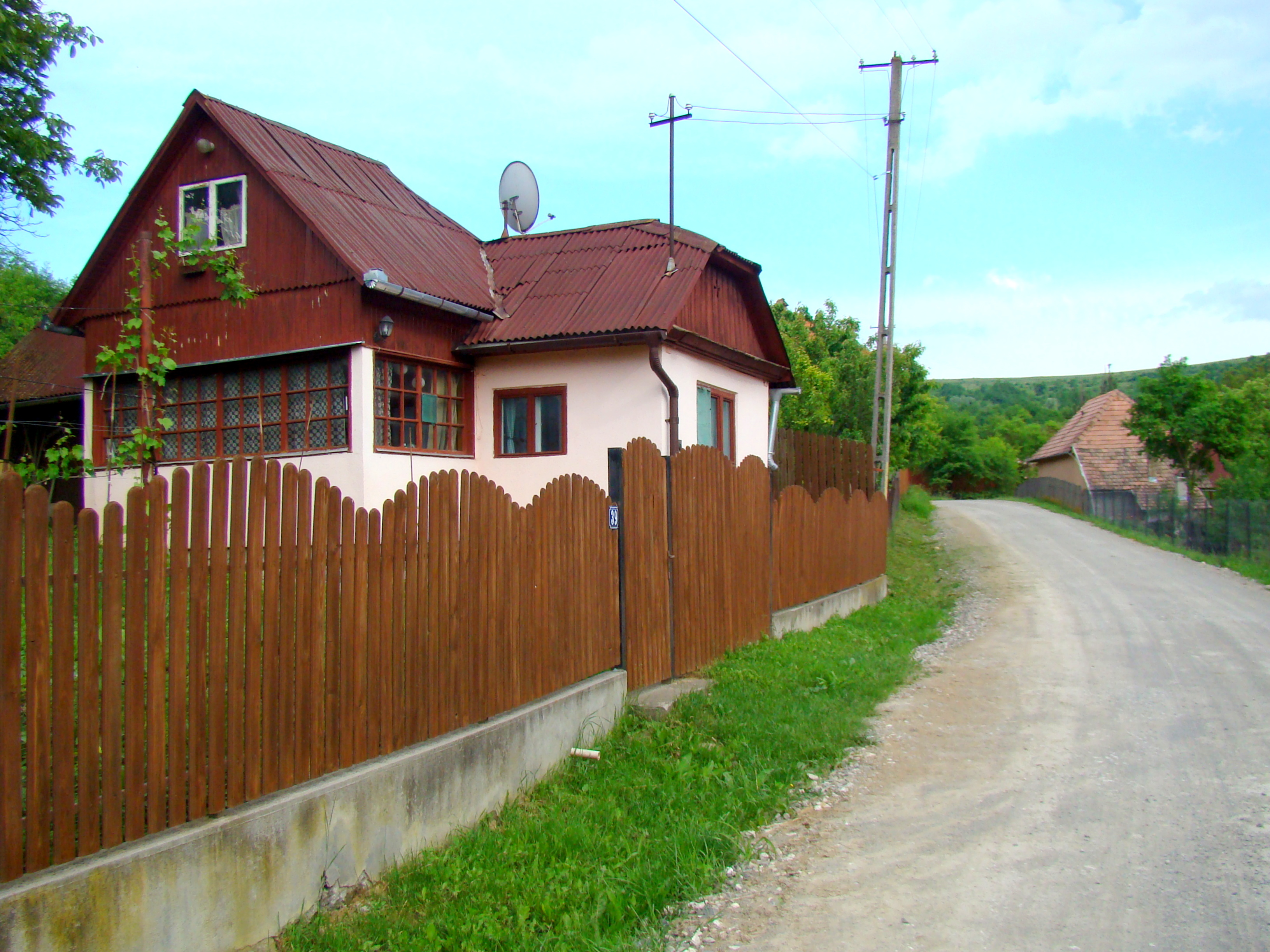
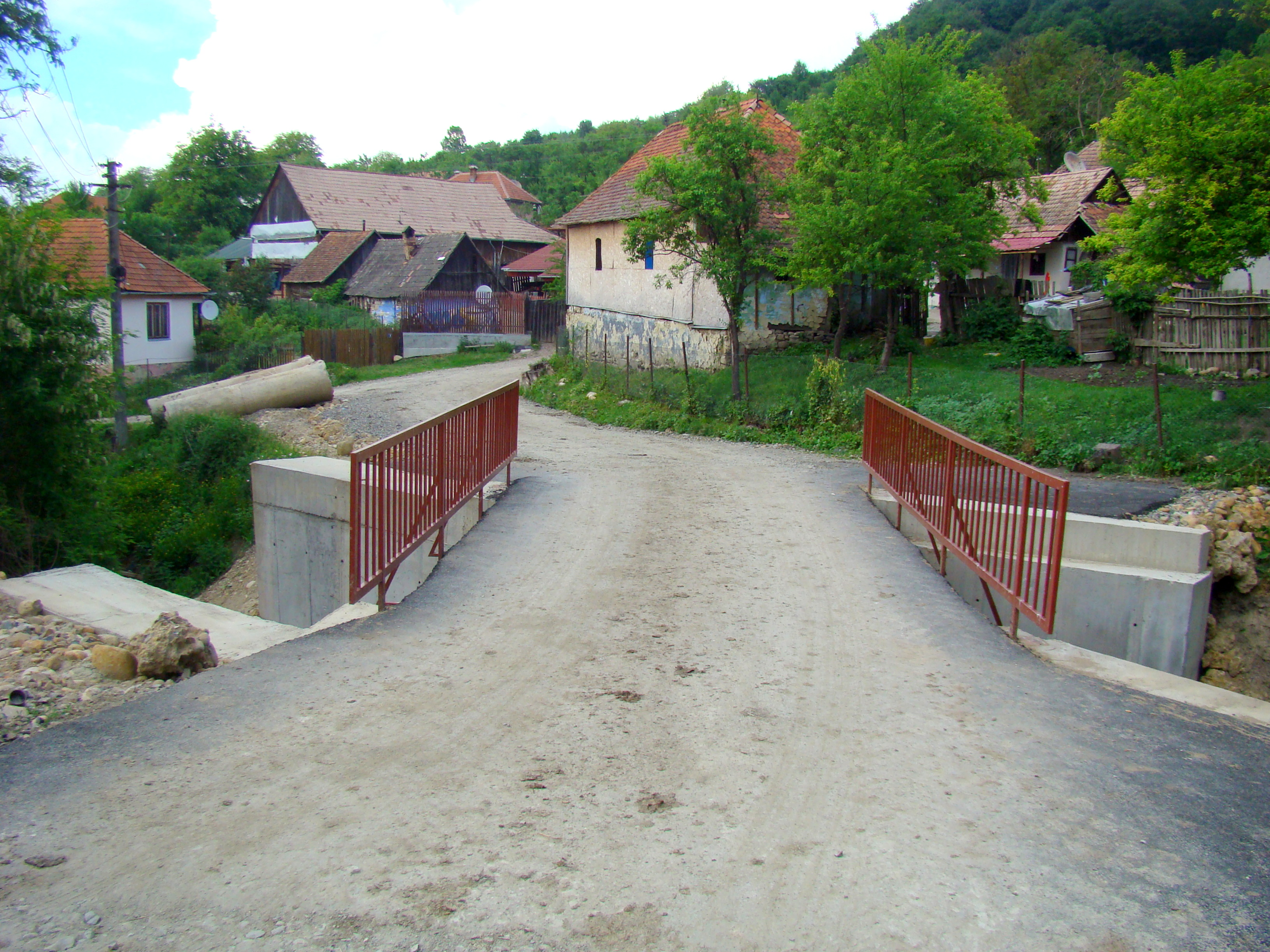
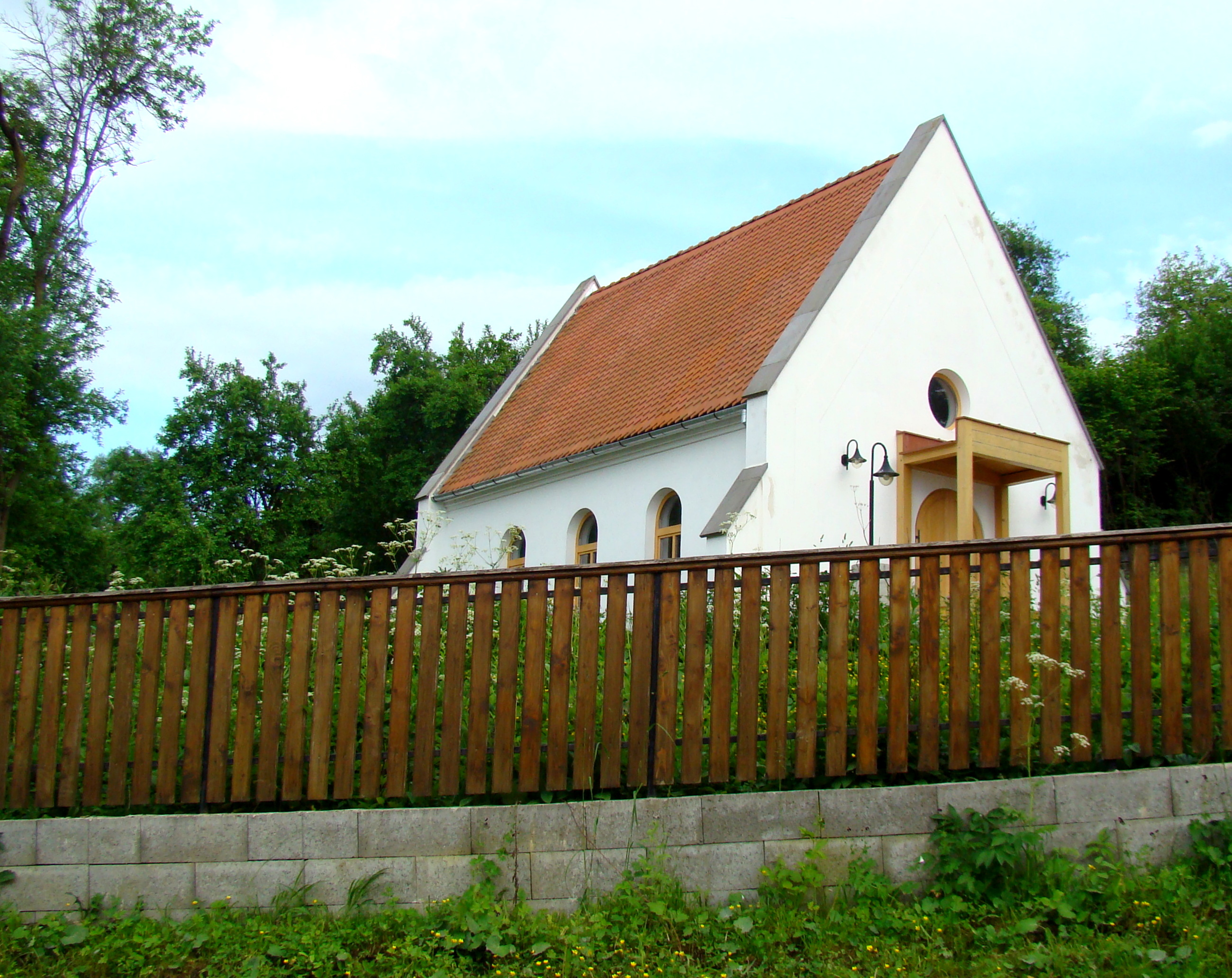
Biserica reformată
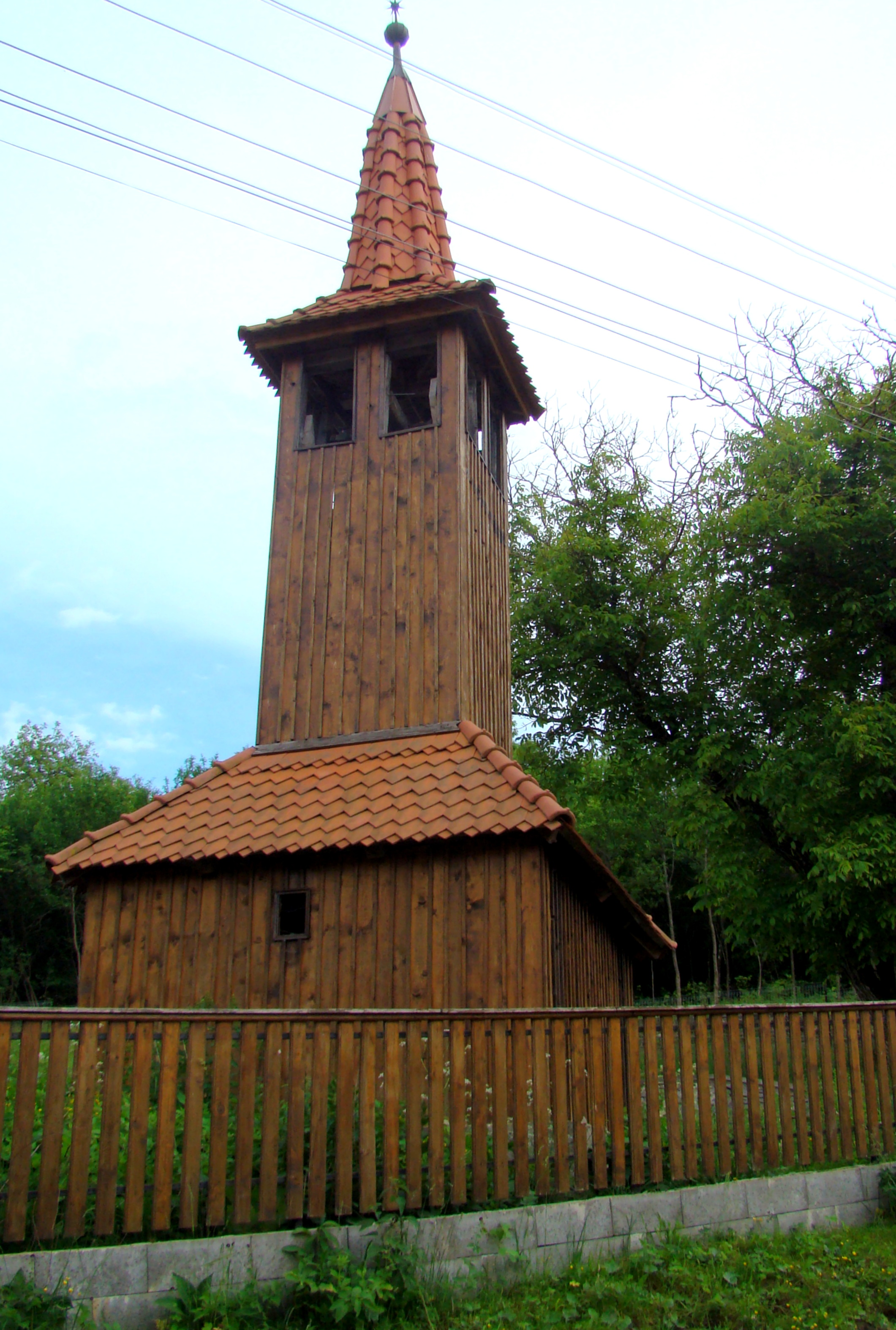
Clopotnița de lemn
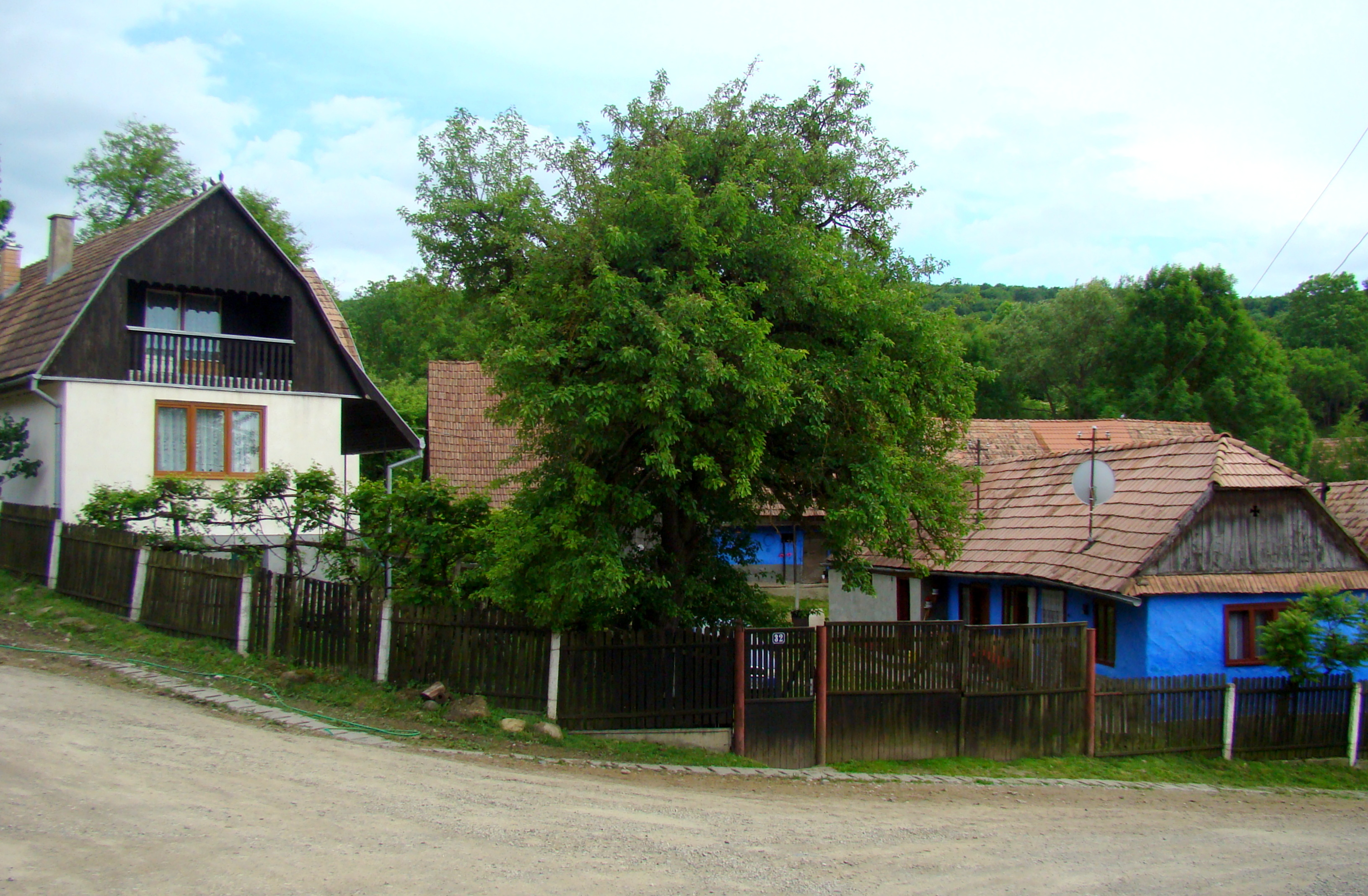
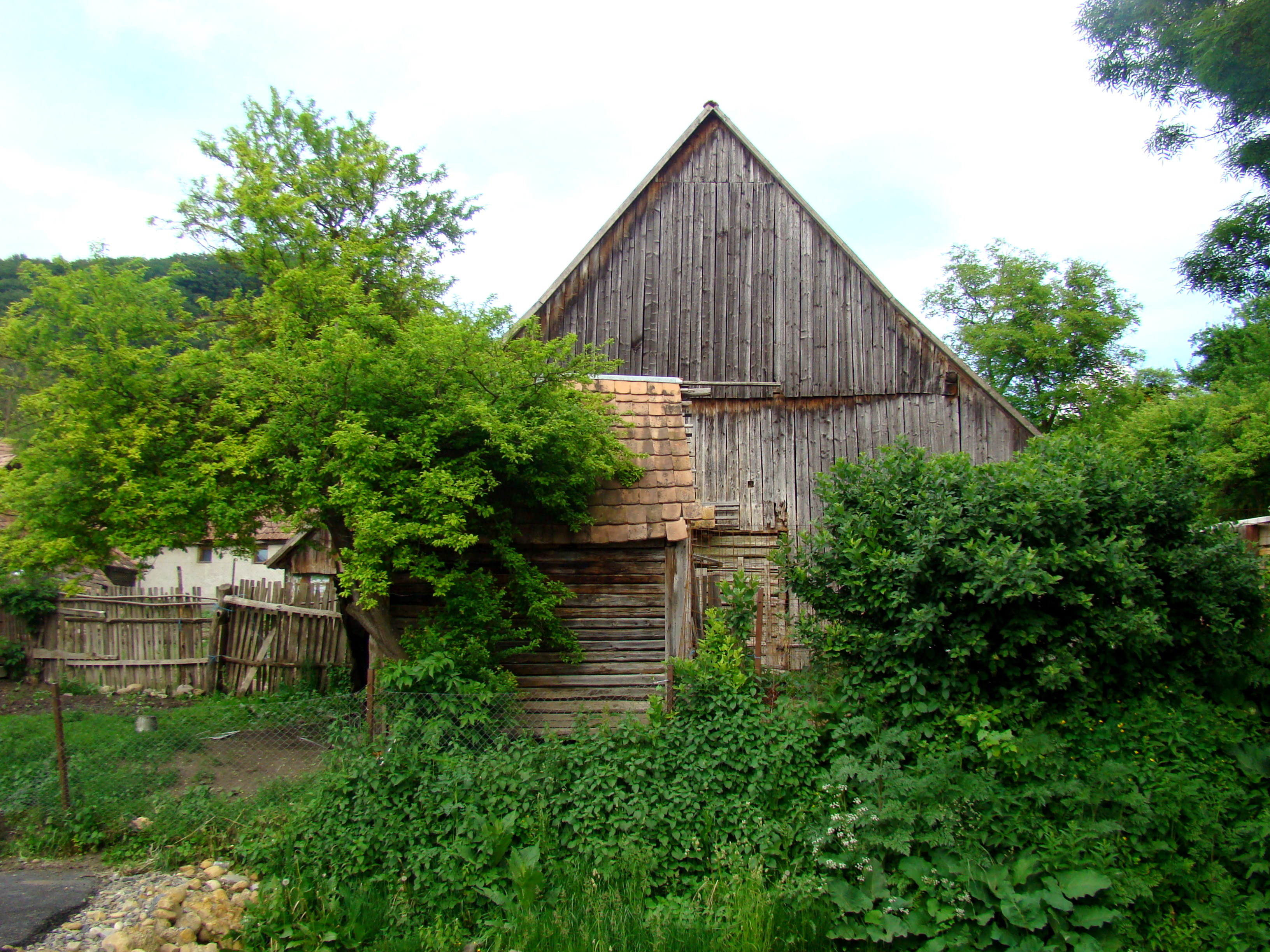
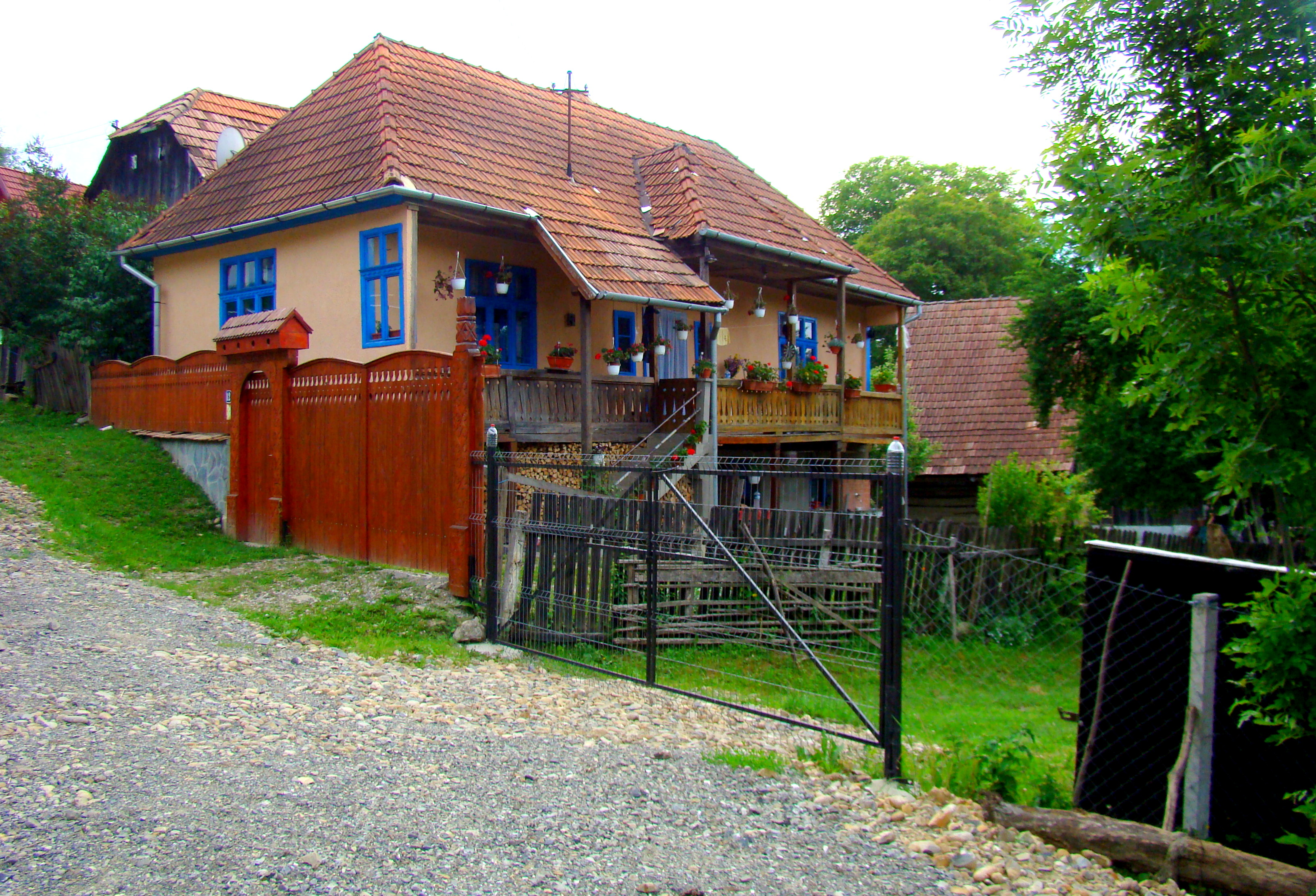
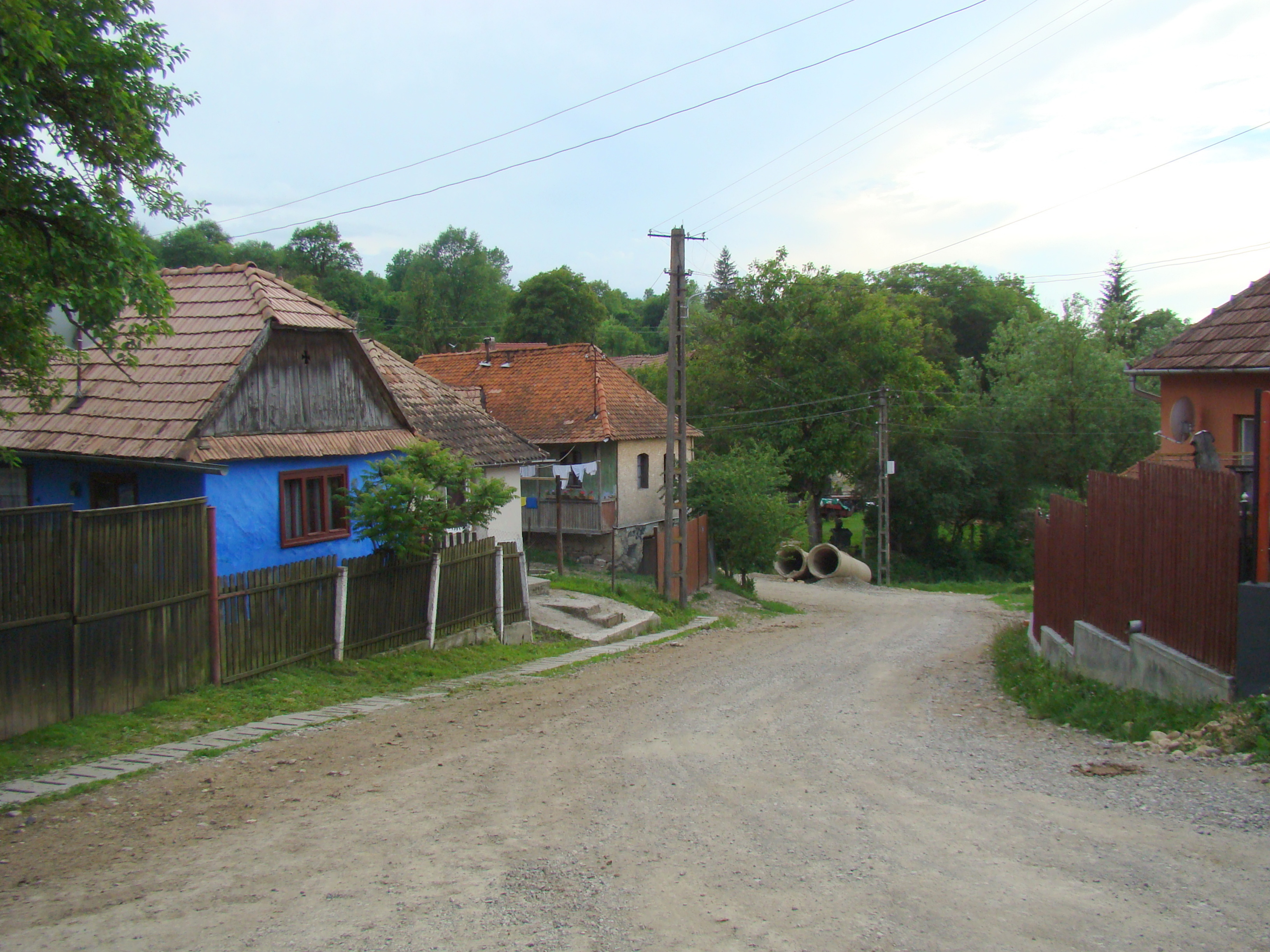
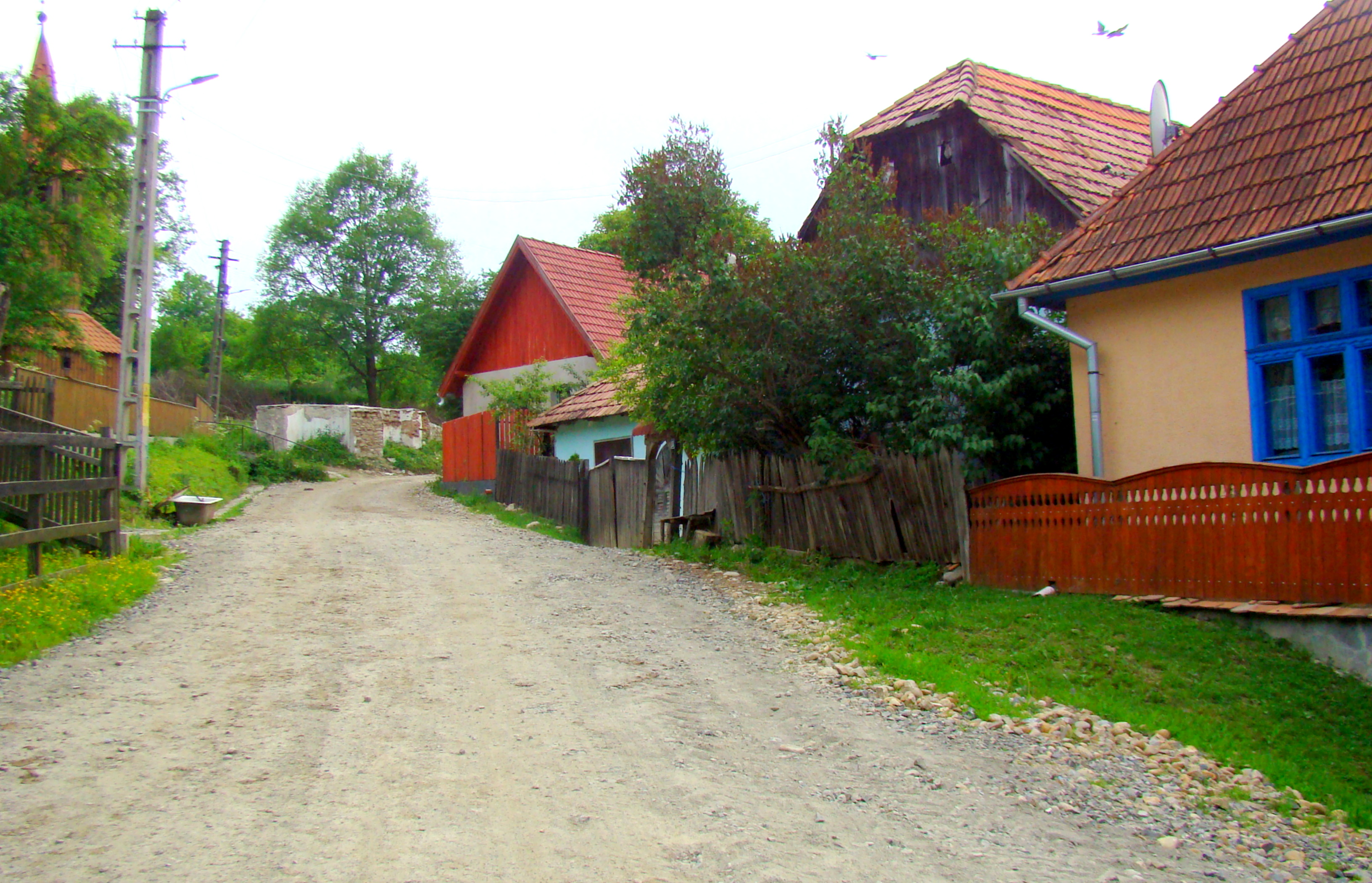
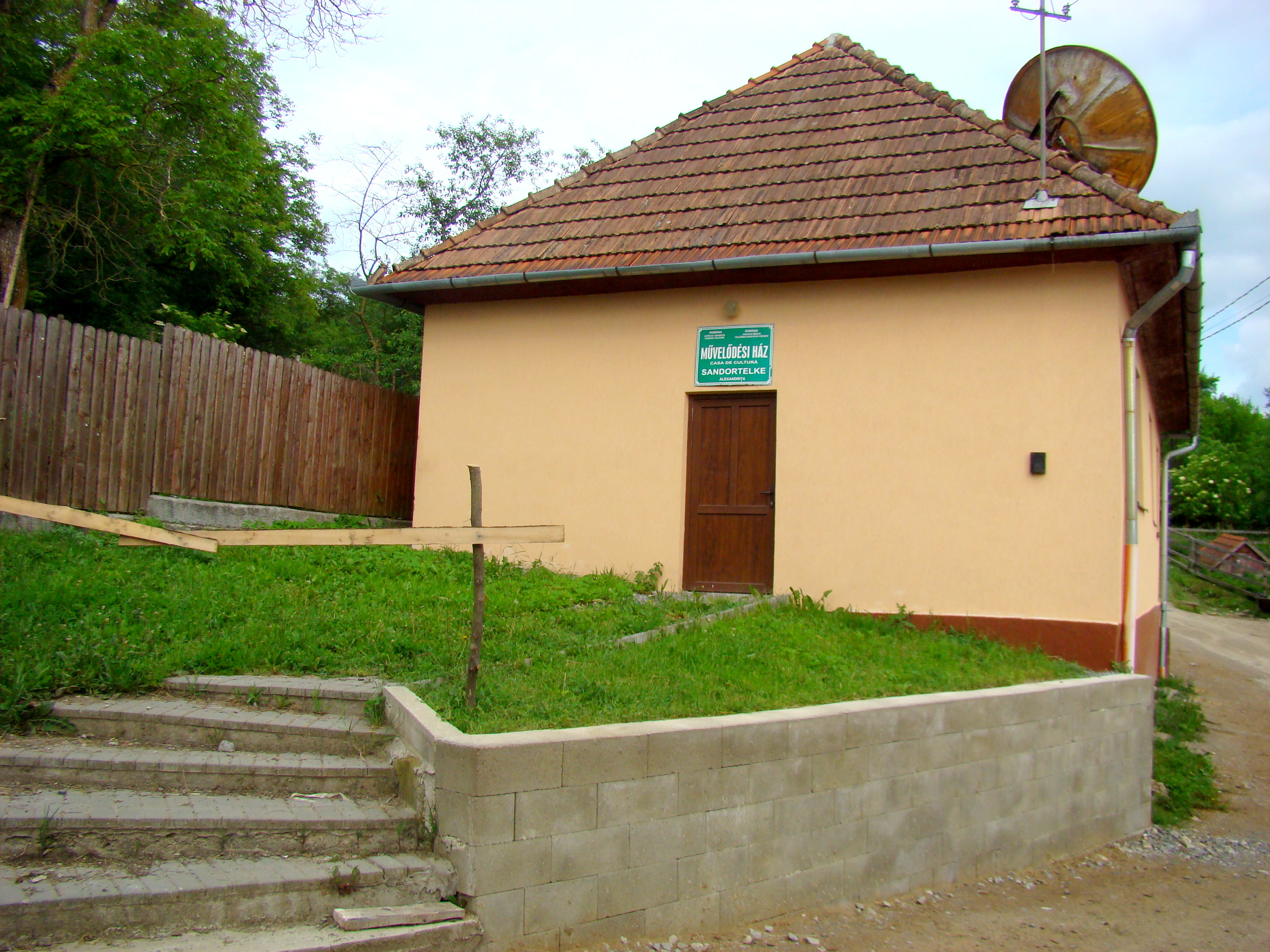
Căminul cultural
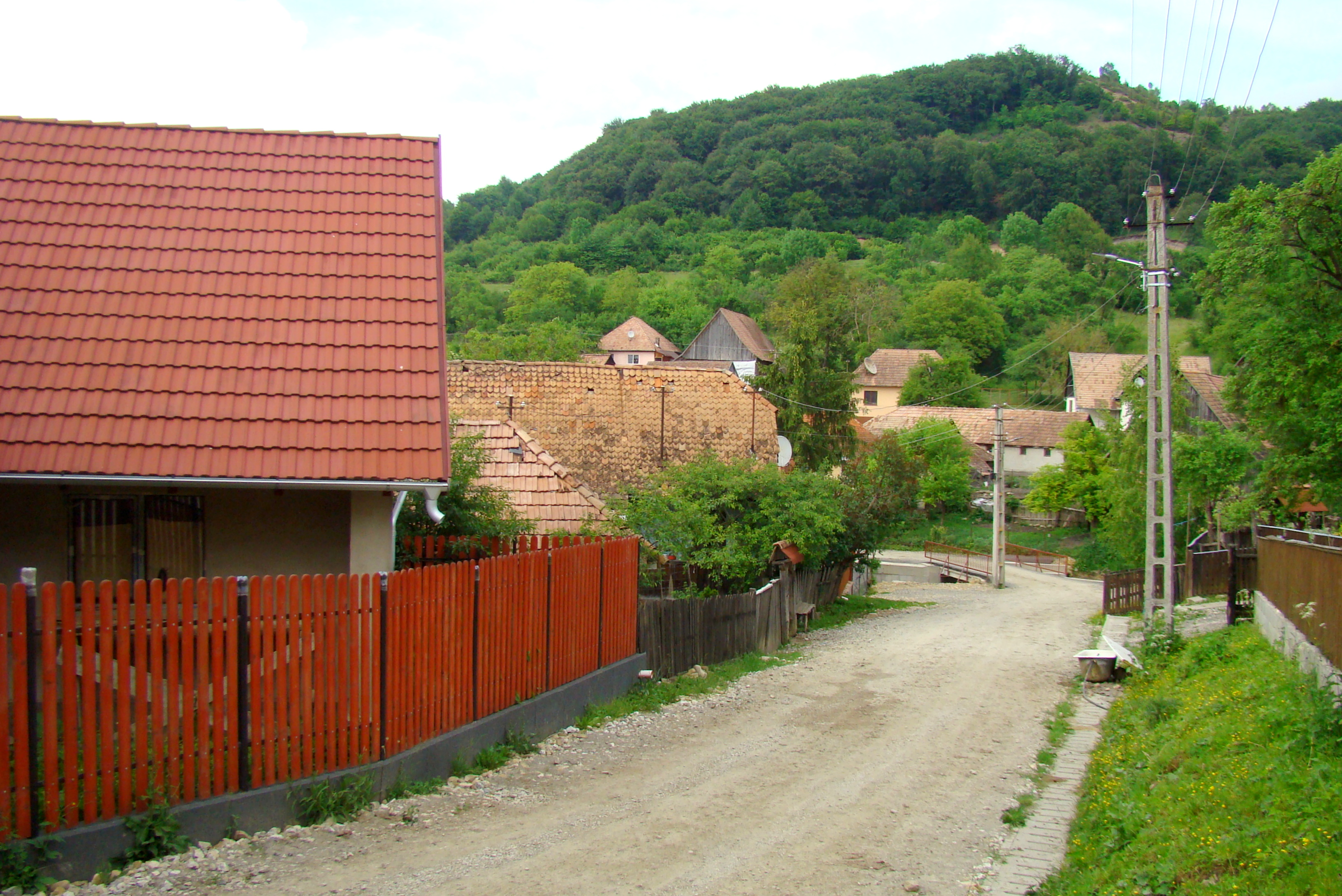
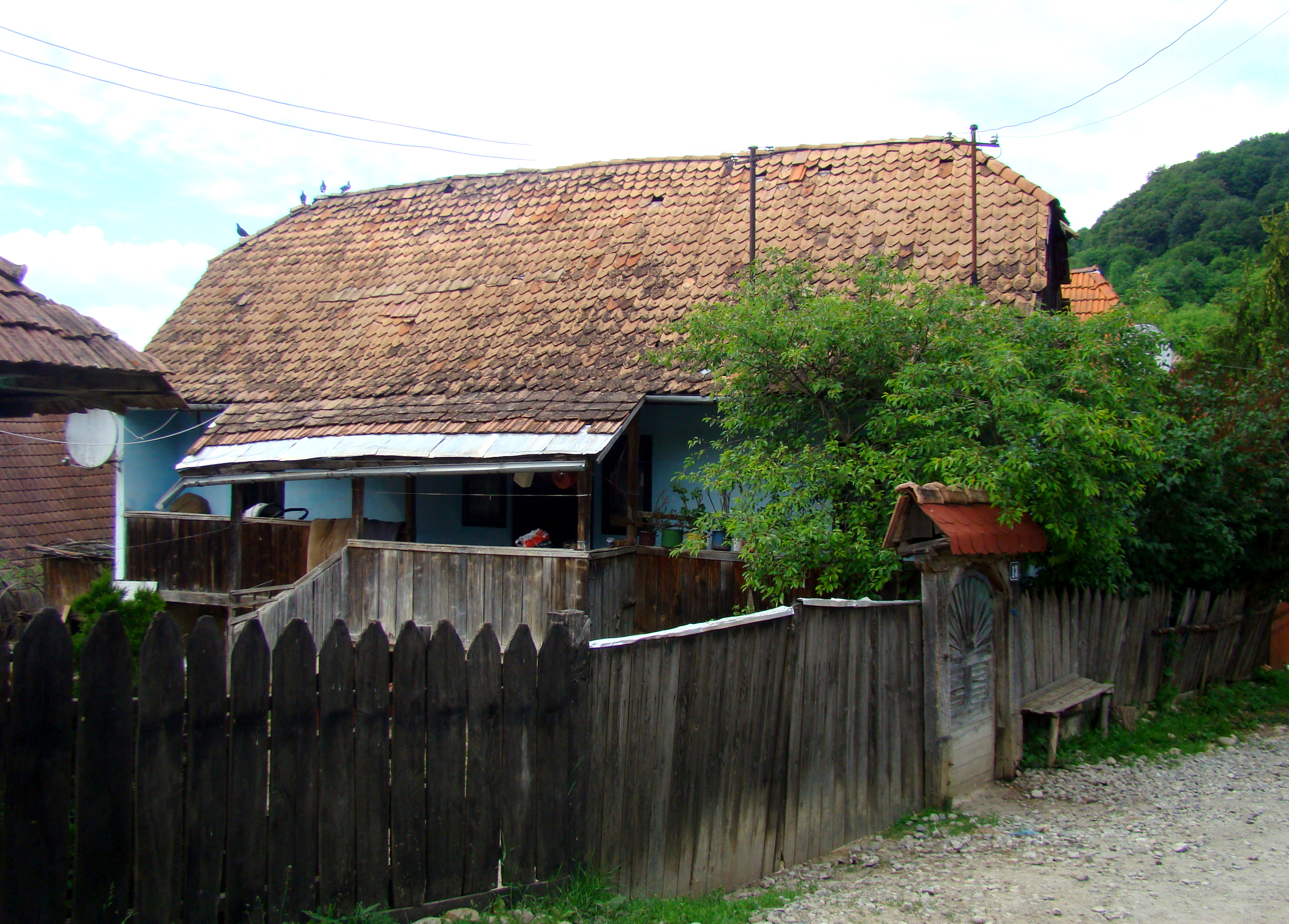